# Jex-Blake (cràter)
Jex-Blake és un cràter d'impacte en el planeta Venus de 31,6 km de diàmetre. Porta el nom de Sophia Jex-Blake (1840-1912), metgessa anglesa, i el seu nom va ser aprovat per la Unió Astronòmica Internacional el 1991.